# Fabiano Cezar Viegas
Fabiano Cezar Viegas (4 de agosto de 1975) es un exfutbolista brasileño que se desempeñaba como defensa.
Jugó para clubes como el Flamengo, Atlético Paranaense, Kashima Antlers, Vegalta Sendai y Goiás.

## Trayectoria

### Clubes
| Club                | País   | Año         |
| ------------------- | ------ | ----------- |
| Flamengo            | Brasil | 1996 - 1999 |
| Atlético Paranaense | Brasil | 1999 - 2000 |
| Kashima Antlers     | Japón  | 2000 - 2002 |
| Vegalta Sendai      | Japón  | 2003        |
| Atlético Paranaense | Brasil | 2004        |
| Flamengo            | Brasil | 2005        |
| Goiás               | Brasil | 2006        |
| Wuhan Optics Valley | China  | 2006        |
| Qingdao Jonoon      | China  | 2006        |
| Goiás               | Brasil | 2007        |
| Santa Helena        | Brasil | 2008        |